# Connor sub acoperire
Connor sub acoperire în (engleză Connor Undercover) este un  serial canadian. Starul acestui serial este Max Morrow, interpretand personajul Connor Heath. Premiera primului sezon a avut loc în anul 2010. În România serialul a fost difuzat pe TVR2.

## Despre serial

### Primul Sezon
Connor Heath este un băiat de 15 ani. Visul lui este să devină agent secret. El încearcă să o apere pe fiica președintelui Cordobei, trimisă să locuiască în casa familiei Heath. Principalul antagonist este presupusa prietenă a Giselei, Zatari care are misiunea de a o captura.

### Al doilea sezon
Zatari, a reapărut cu misiunea de a fura ADN-ul Giselei pentru a-l folosi în clonarea ilegală a acesteia. Întoarcerea lui Zatari determină mutarea Giselei de către Ed într-o casă sigură. Connor eșuază testul pentru Camp X, în scopul de a o proteja pe Gisela, dar el găsește singur modalitatea de a deveni spion fiind instruit de Ed, pentru a putea să o protejeze pe Gisela.

## Distribuție
- Max Morrow este Connor Heath
- Lola Tash este Gisela Calicos
- Gavin Fox este Eduardo Garcia
- Jordan Francis este Dave Wynott
- Carleigh Beverly este Tanya Gilette
- Bylan Authors este Ty Heath
- Ana Golja este Lily Bogdakovitch
- Tattiawna Jones este Zatari

## Difuzare internațională
| Țară | Canal                | An                              |
| --- | -------------------- | ------------------------------- |
| Australia | ABC3 ABC1            | 12 aprilie 2010 -               |
| Germania | Nickelodeon          | 22 august 2010 - 18 august 2010 |
| Polonia | Disney XD            | 4 septembrie 2010 -             |
| Canada | Family Channel       | 17 septembrie 2010 -            |
| Canada | Disney XD (Canada)   | 1 iunie 2011                    |
| Statele Unite | Starz Kids & Family  | 1 martie 2011 -                 |
| Finlanda | YLE 2                | 1 august 2011 -                 |
| Marea Britanie | Boomerang UK         | 2010 -                          |
| Franța | Gulli                | 2010 -                          |
| Belgia | Ketnet               | 17 ianuarie 2011 -              |
| Portugalia | Panda Biggs          | 9 aprilie 2012 -                |
| Turcia | JOJO                 | 2010 -                          |
| Israel | Arutz HaYeladim      | 2010 -                          |
| India | Disney Channel India | 2012 -                          |
| Argentina Chile Columbia Mexic Brazilia Uruguay Paraguay Guatemala Panama Bolivia Venezuela Belize Costa Rica Nicaragua Honduras Peru Ecuador El Salvador | Boomerang LA         | 3 august 2010                   |
| Emiratele Arabe Unite | E-Junior             | Ianuarie 2012 -                 |
| Grecia | Disney XD            | 2010 -                          |